# Galut

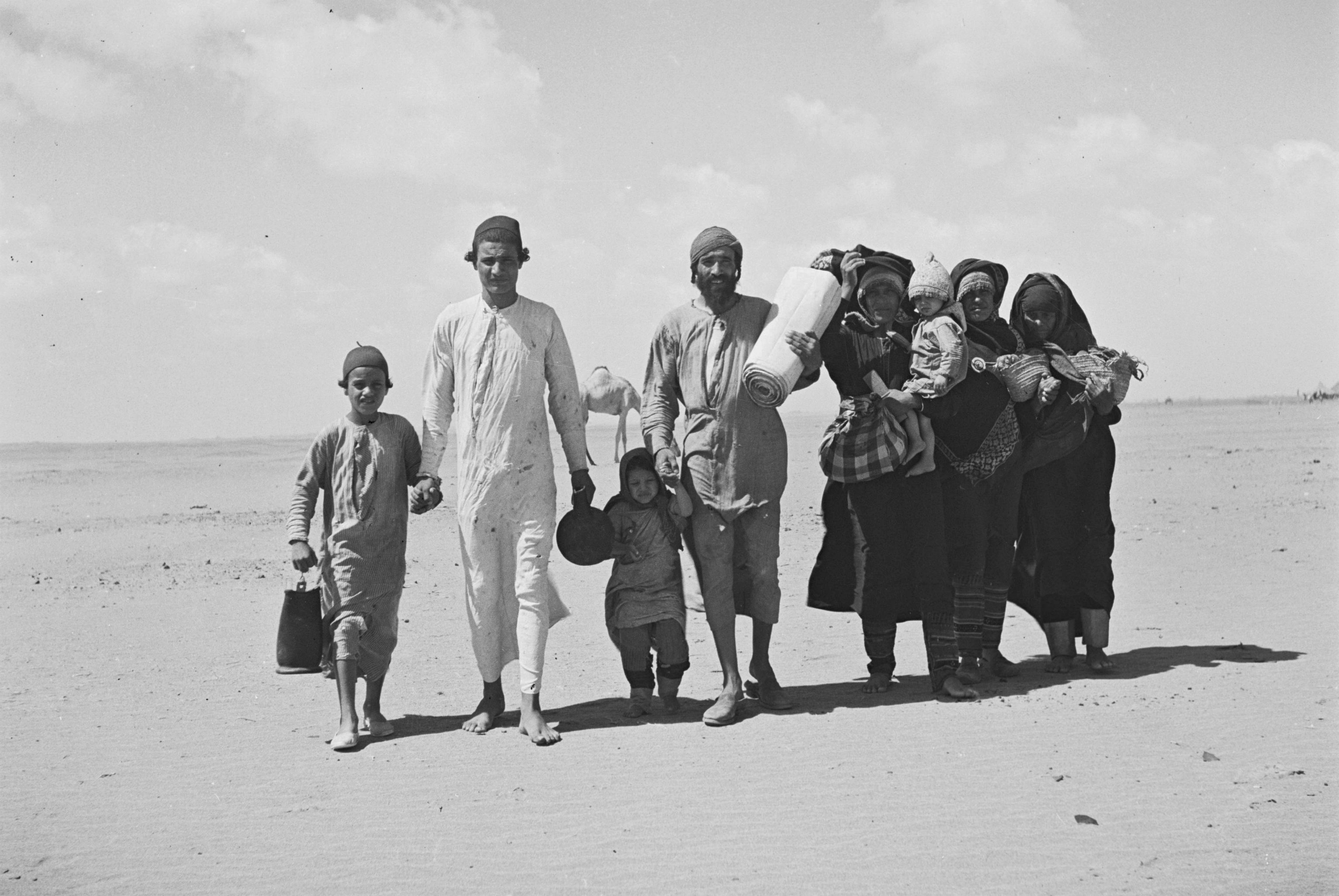
Jemeńscy Żydzi wędrują do Adenu

Galut (hebr. גלות) – wygnanie, wypędzenie Żydów z kraju (Palestyna, Izrael) i ich pobyt na obczyźnie. 
Diaspora żydowska rozpoczęła się w VI wieku p.n.e. niewolą babilońską, a następnie w 135 roku, kiedy upadło powstanie Szymona Bar Kochby, a cesarz Hadrian wydał Żydom zakaz wstępu do Jerozolimy, w rezultacie czego zostali rozproszeni po całym Imperium Rzymskim.